# Guardafui

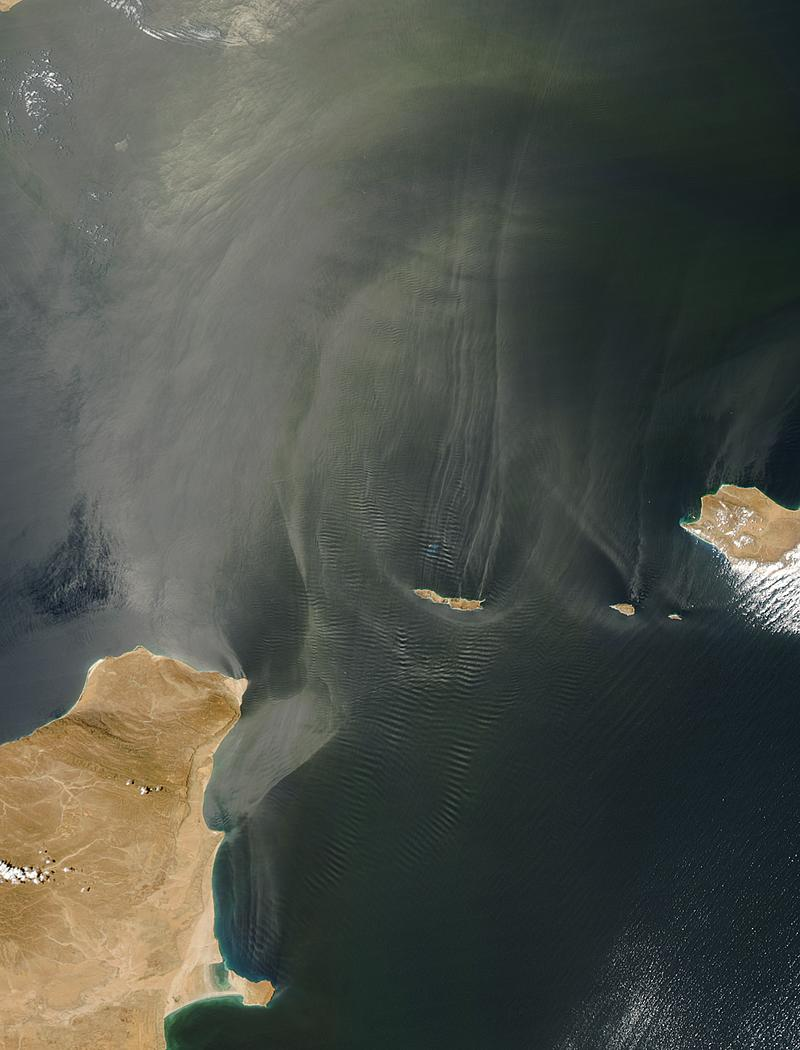
Vista per satel·lit

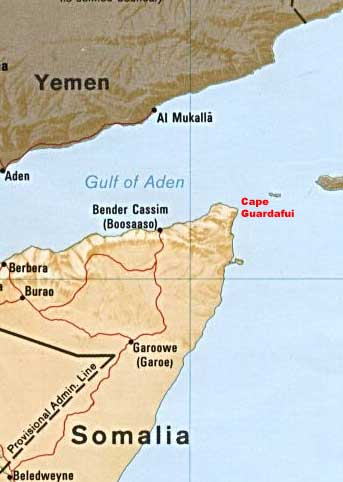
Mapa

Guardafui (Gees Gwardafuy, Ras Asir) és un cap de Somàlia, que marca l'extrem oriental del continent africà (tot i que el cap Hafun està lleugerament més a l'est) i forma el vèrtex del comunament anomenat Corn d'Àfrica. Més enllà es troba l'illa Socotora i illes menors. Està format pels massissos rocosos de Ras Chenarti i Ras Asir units per una badia arenosa, sobre la qual s'eleva el cap de 244 metres d'altura. Al nord s'estén el golf d'Aden i al sud l'oceà Índic.
Al cap es troba un far construït el 1924, que sota els italians s'anomenà Faro Francesco Crispi, i era també estació telegràfica.
Al sud del cap un altre promontori, conegut com a Fals Guardafui, o cap Sennàref, que quan la boira era espessa confonia als navegants i provocava alguns naufragis.
És l'antic Promontorium Aromata (promontori de les espècies) de l'època clàssica.
La comarca fou poblada pels dir, després expulsats pels darods. Un petit grup de gent de Mahra al Hadramaut s'hi va establir, i s'ha mantingut separat (es casen entre ells) tot i que parlen somali. El nom Guardafui li fou donat a partir del segle xvi, i deriva de la llengua franca utilitzada al Llevant, que incloïa moltes paraules italianes, catalanes i franceses, i que feia referència al perill per la navegació, volent dir "vigila i fuig" (en el sentit d'evitar el cap). Apareix a Os Lusíadas de Luís de Camões, al cant X, 97: 
(Cabo Guardafui. O mar Vermelho.)
«O Cabo vê já Arómata chamado,

E agora Guardafú, dos moradores,

Onde comença a boca do afamado

Mar Roxo, que do fundo toma as cores;

Este como limite está lançado

Que divide Asia de Africa; e as milhores

Povoações que a parte Africa tem

Maçuá são, Arquico e Suaquém.»
Des del 1998 es troba en el territori de l'estat autònom de Puntland.